# Der Partyphotograph
Der Partyphotograph ist eine deutsche Filmkomödie aus dem Jahre 1968 mit Rolf Zacher und Werner Finck in den Hauptrollen.

## Handlung
Der etwas schüchterne Anton Pauli arbeitet als Fernsehtechniker. Als er eines Tages eine Mappe mit Aktfotos und Illustrierten-Titelfotos nackter oder halbnackter Mädchen findet, wird er von der Damenwelt irrtümlicherweise als ein auf diese Art von Bildern spezialisierter Starfotograf gehalten. Man schreibt das Jahr 1968, und die „sexuelle Revolution“ ist in vollem Gange. Daher kann sich Anton bald kaum mehr vor entkleidungswilligen Mädchen retten, die ihn förmlich belagern und alle unbedingt von ihm in ihrem Eva-Kostüm abgelichtet werden wollen. Ein schlauer Drogist kommt auf den Einfall, an Paulis frischem Fotografenruhm zu partizipieren und verkauft kurzerhand unter der Hand Antons Busenfotos.
Das Geschäft blüht, Anton ist in aller Munde, und bald reiht sich Party an Party, mit „Starfotograf“ Anton Pauli immer mittendrin. Das „sittenlose“ Treiben bleibt schließlich auch der Polizei nicht mehr verborgen. Man vermutet wilde Drogenorgien und Mädchenhandel und bereitet eine Razzia vor. Bei einer Bootsparty schlägt die Staatsmacht zu. Anton wird gerade dabei erwischt, wie er mit Gisela, der süßen, kurzhaarigen Tochter des ermittelnden Kommissars Kerbler, zugange ist. Doch bei beiden ist es mehr als nur kurzzeitiges Sexvergnügen. Und so landet der „wilde“ Partyphotograph doch noch ganz spießig-bürgerlich im Hafen der Ehe.

## Produktionsnotizen
Der Partyphotograph entstand im Sommer 1968 und wurde am 29. November 1968 in die deutschen Kinos gebracht.
Die Bauten entwarf Nino Borghi. Nebendarsteller Illo Gutschwager kümmerte sich auch um die Requisite. Die Kostüme stammen von Siegbert Kammerer. Dieter Nobbe und Herta Bogner hatten die Produktionsleitung.

## Kritiken
„Früher fütterte sie sensationshungrige Klatschreporter mit ihren Skandalen. Inzwischen ist es um Barbara Valentin, Bundesdeutschlands busenschwerem Sexsymbol, stiller geworden. Rosig, rund und richtig lieb präsentierte sie sich gestern Abend nach längerer Zeit wieder der Presse. Anlaß zu diesem Treffen mit Barbara ist Hans-Dieter Boves Film "Der Party-Photograph", der in Kürze in der Bundesrepublik anläuft. Inspiriert an dem Fall des Hamburger Skandalfotografen Kruger, parodiert er den Sex- und Titelbildrummel unserer Tage.“

Im Lexikon des Internationalen Films heißt es: „Eine einfältige Verwechslungsgeschichte als Aufhänger für Striptease-Nummern und billige Witze.“ Auch der Evangelische Film-Beobachter gelangt zu keiner besseren Einschätzung: „Deutsches Klamauk-Lustspielchen um einen jungen Photographen wider Willen. Nackedeis und Humor geben sich mit vereinten Kräften harmlos bis heiter.“